# Curugkembar (plaats)
Curugkembar is een bestuurslaag in het regentschap Sukabumi van de provincie West-Java, Indonesië. Curugkembar telt 4884 inwoners (volkstelling 2010).